# Hämeskivi
Hämeskivi är en klippa i Finland.   Den ligger i den ekonomiska regionen  Tavastehus ekonomiska region  och landskapet Egentliga Tavastland, i den södra delen av landet, 110 km norr om huvudstaden Helsingfors. Hämeskivi ligger 126 meter över havet.
Terrängen runt Hämeskivi är huvudsakligen platt. Hämeskivi ligger uppe på en höjd. Runt Hämeskivi är det ganska glesbefolkat, med 21 invånare per kvadratkilometer. Närmaste större samhälle är Tavastehus, 16,7 km söder om Hämeskivi. I omgivningarna runt Hämeskivi växer i huvudsak blandskog.